# WebSurg
WebSurg (World Electronic Book of Surgery) est un site web gratuit consacré à la formation médico-chirurgicale continue, plus particulièrement composé de techniques opératoires de chirurgie mini-invasive. Ce site a été créé à l’initiative du Professeur Jacques Marescaux et de ses équipes en 2000, au sein de l'IRCAD Strasbourg. Il a été développé par des chirurgiens pour des chirurgiens, afin de les aider à perfectionner et compléter compétences et savoir-faire à l’aide de différents supports vidéo.

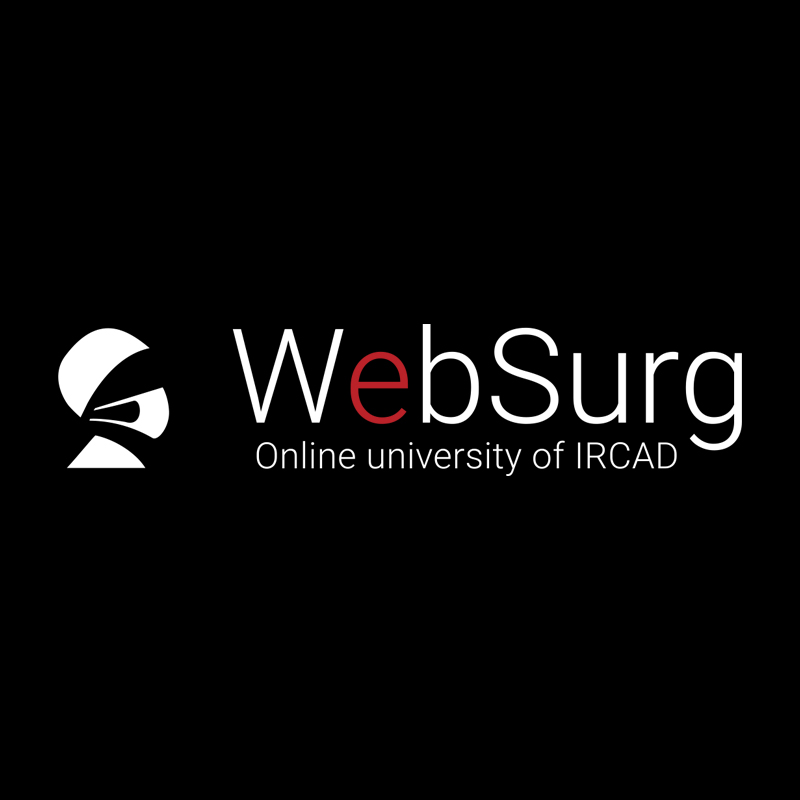
Nouveau logo WebSurg

## Historique
En 1999, le professeur Jacques Marescaux et ses équipes d’experts ont eu l’idée de créer un CD-ROM de formation à l’usage des chirurgiens, leur permettant de se former en chirurgie mini-invasive. Le projet céda la place à un site internet de e-learning consacré aux techniques chirurgicales mini-invasives par la suite.
Il y a eu plusieurs versions du site internet :
- 2000 : 1re version du site internet en français et anglais, avec 50 vidéos
- 2001 : Traduction du site internet en japonais
- 2002 : Obtention des accréditations CME (Continuing Medical Education)
- 2004 : 2e version du site web, avec possibilité de télécharger les vidéos
- 2006 : 3e version du site web, avec deux fois plus de vidéos par rapport à la version initiale
- 2007 : Traduction du site web en espagnol
- 2008 : Traduction du site web en chinois traditionnel et simplifié
- 2011 : Traduction du site web en portugais
- 2012 : 4e version du site web, avec des tests de vidéos 3D
- 2015 : Traduction du site web en russe, création des applications Google Glass, appelées Glassware pour WeBSurg
- 2016 : 5e version du site web, passage à la Haute Définition (HD)
- 2018 : 6e version du site web
- 2024 : 7e version du site web

## Caractéristiques

### Contenu
Le site WebSurg publie mensuellement du contenu multimédia spécialisé en chirurgie mini-invasive et classé selon 10 spécialités (chirurgie digestive et générale, chirurgie pédiatrique, chirurgie thoracique, etc.) et 5 catégories technologiques (trocart unique, chirurgie NOTES, etc.). Depuis l’édition des vidéos jusqu’à la création des illustrations médicales, la quasi-intégralité du contenu du site web est développé à l’IRCAD.
Aujourd’hui, le site WeBSurg compte :
- 2 203 procédures chirurgicales : vidéos décrivant des opérations chirurgicales, filmées en haute définition pour une compréhension fine.
- 1 529 conférences et 761 opinions d'experts: différents types de vidéos tels que des conférences, des analyses d’experts, des débats, etc.
- 109 techniques opératoires[5] : vidéos interactives intégrant des illustrations médicales pour présenter les étapes d’opérations chirurgicales dans les moindres détails.
- 380 contributions (en 2017) : vidéos adressées par les membres du site ; une fois révisées et approuvées par le comité éditorial, elles seront destinées à publication sur le site.

Il existe également différentes rubriques sur WeBSurg : 
- « Monthly focus » : thématiques mensuelles autour desquelles différents médias vont être publiés.
- « Webinar » : conférences thématiques de l’IRCAD retransmises en ligne et en direct sur WeBSurg.
- « Hall of Fame » : appel annuel à contributions pour récompenser la vidéo d’un membre du site, s’avérant la plus pédagogique.
- « How to » : conseils ou tutoriels conçus par des experts certifiés portant sur une technique de chirurgie spécifique ou sur une partie précise d’une opération chirurgicale.
- « State-of-the-art » : vidéos interactives faisant la synthèse d’une revue scientifique exhaustive à un moment donné, avec des références bibliographiques et des médias consultables directement sur la vidéo.

### Dimension internationale
Avec plus de 500 000 membres, WebSurg est devenue une grande communauté mondiale en ligne composée de chirurgiens.  
Le site web est disponible en 7 langues : français, anglais, espagnol, chinois traditionnel et simplifié, portugais et russe. L’option « Google Traduction » est également disponible pour les langues n’étant pas proposées. Le contenu médical et les sous-titres sur les vidéos sont uniquement disponibles en anglais, pour en améliorer la compréhension.

### Supports
Le site WebSurg est disponible sur tous les supports : ordinateurs, tablettes, téléphones mobiles, Google Glass, Apple TV, etc. Depuis la conversion des vidéos en haute définition en 2016, il est possible de voir les vidéos du site internet WebSurg sans que la qualité ne soit endommagée en fonction de l'outil utilisé.

### Accréditations
Le site WebSurg est une plateforme de formation à distance, certifiée par des organismes de référence, ce qui lui permet d’être reconnu par les professionnels de santé et par des universités de marque dans la formation des chirurgiens en chirurgie mini-invasive : 
- Certification HONcode : elle assure la fiabilité des informations disponible en ligne et leur conformité avec les standards éthiques à l’échelle internationale.
- Accréditation UEMS-EACCME : depuis 2002, quelques activités d’e-learning sont accréditées par un organisme européen, l’Union Européenne des Médecins Spécialistes (UEMS) et l’European Accreditation Council for Continuing Medical Education (EACCME). Les chirurgiens ayant réussi les tests proposés sur WeBSurg peuvent obtenir des points de crédit de formation continue, reconnus à l’échelle européenne et convertibles dans le système nord-américain (AMA PRA Category 1 Credit).
- IRCAD, institut accrédité : l’IRCAD est certifié par l’ACS (American College of Surgeons) en tant qu’établissement dispensant des formations continues présentielles.
- Winners Project : programme éducatif en ligne lancé en 2012 par le Professeur Wattiez et ses équipes d’experts en gynécologie affiliés à l’IRCAD.

## Communication

### Réseaux sociaux
WebSurg est présent sur les réseaux sociaux (données de septembre 2024) : 
- Facebook : 15 000 abonnés[7]
- Linkedin : 8 200 abonnés
- Twitter : 6 340 abonnés
- Youtube[8] : 4 600 abonnés[9]

Les réseaux sociaux sont d’excellents moyens pour développer l’interactivité entre et avec les membres. Les publications vont concerner les événements à venir, les prochains « monthly focus », les projets futurs de WebSurg, les autres centres de formation IRCAD à l’international, etc.
L’intégralité de ces informations sera publiée en anglais, de façon à cibler l’ensemble de la communauté WeBSurg qui est présente partout dans le monde.
L'entreprise a également pour projet de se développer sur d'autres réseaux sociaux, plus spécialisés en fonction des pays de leurs membres. C'est le cas avec la création d'un compte VKontakte, qui est le réseau social le plus utilisé en Russie.

### Newsletter
WebSurg adresse une Newsletter mensuelle à 200 000 de ses membres. Elle les informe sur les événements qui se déroulent à l’IRCAD, les thématiques abordées sur WebSurg, etc. C'est un outil de communication qui est commun à l'IRCAD, puisque les informations relayées à travers les newsletters seront communes aux deux organismes.